# Автогенез
Автогенез (від греч. αὐτός — сам та γένεσις — зародження, виникнення) — ідеалістична теорія в природознавстві, зосереджена переважно в біологічних науках, що пояснює еволюцію організмів внутрішніми нематеріальними факторами. Автогенез заперечує успадковування корисних ознак і природний добір, стверджуючи про заздалегідь визначений напрям еволюції. На відміну від ортогенезу, автогенез не наполягає на обов'язковому ускладненні організмів з часом.
Термін «автогенез», або «автогонія» (Е. Геккель, 1866), іноді застосовується як синонім «абіогенезу» — вчення про самозародження життя, про спонтанну появу живого з неживого.

## Історія
Стосовно до онтогенезу (індивідуального розвитку організму) концепція автогенезу була розвинена німецьким лікарем і хіміком Г. Шталем і його послідовником німецьким анатомом І. Блуменбахом (кін. XVIII ст.). Спробу використовувати автогенез для пояснення історичного розвитку організмів здійснив Ж. Ламарк. Пізніше концепції автогенезу розвивали зоологи В. Бетсон, К. Бер, Л. Берг; ботаніки К. Неґелі, С. Коржинський; палеонтолог Е. Коп; генетики Г. де Фріз, Я. Лотсі, Ю. Філіпченко, А. Ліма-де-Фаріа.
Протягом XIX століття дарвінізм і матеріалістичні пояснення життєвих явищ витіснили ідеї автогенезу з біології. Проте в кінці XIX — 1-й половина XX століття автогенез знову знайшов прихильників серед деяких біологів і філософів (І. П. Бородін, А. Венцль, Г. Дріш, Я. Ікскюль), що було пов'язано з відродженням віталізму і неприйняттям механістичних уявлень про «ектогенез» («екзогенез»), які абсолютизують у розвитку природи роль одних лише зовнішніх факторів. Елементи автогенезу здобули поширення в середовищі ранніх адептів молекулярної генетики й вейсманістів.

## Прихильники
Автогенетики Карл Негелі, Гуго де Фріз, С. І. Коржинський, Едвард Коп, Август Вейсман, Томас Морган та інші виступили проти основ еволюційного вчення Чарльза Дарвіна.

## Критики
Автогенез піддавався жорстокій критиці Фрідрихом Енгельсом, а також К. А. Тімірязєвим, І. В. Мічуріним та іншими.